# 霍森斯市鎮
霍森斯市鎮（丹麥語：Horsens Kommune）是丹麥的一個市鎮，位於日德蘭半島東部，屬中日德蘭大區。面積542平方公里，2009年人口81,565人。行政中心为霍森斯。